# Mercedes-Benz CapaCity
Le Mercedes-Benz CapaCity (nom de code interne : O530) est un autobus urbain et suburbain à plancher bas. Construit par Mercedes-Benz-EvoBus, ce véhicule est le dérivé du Citaro.

### Phase I

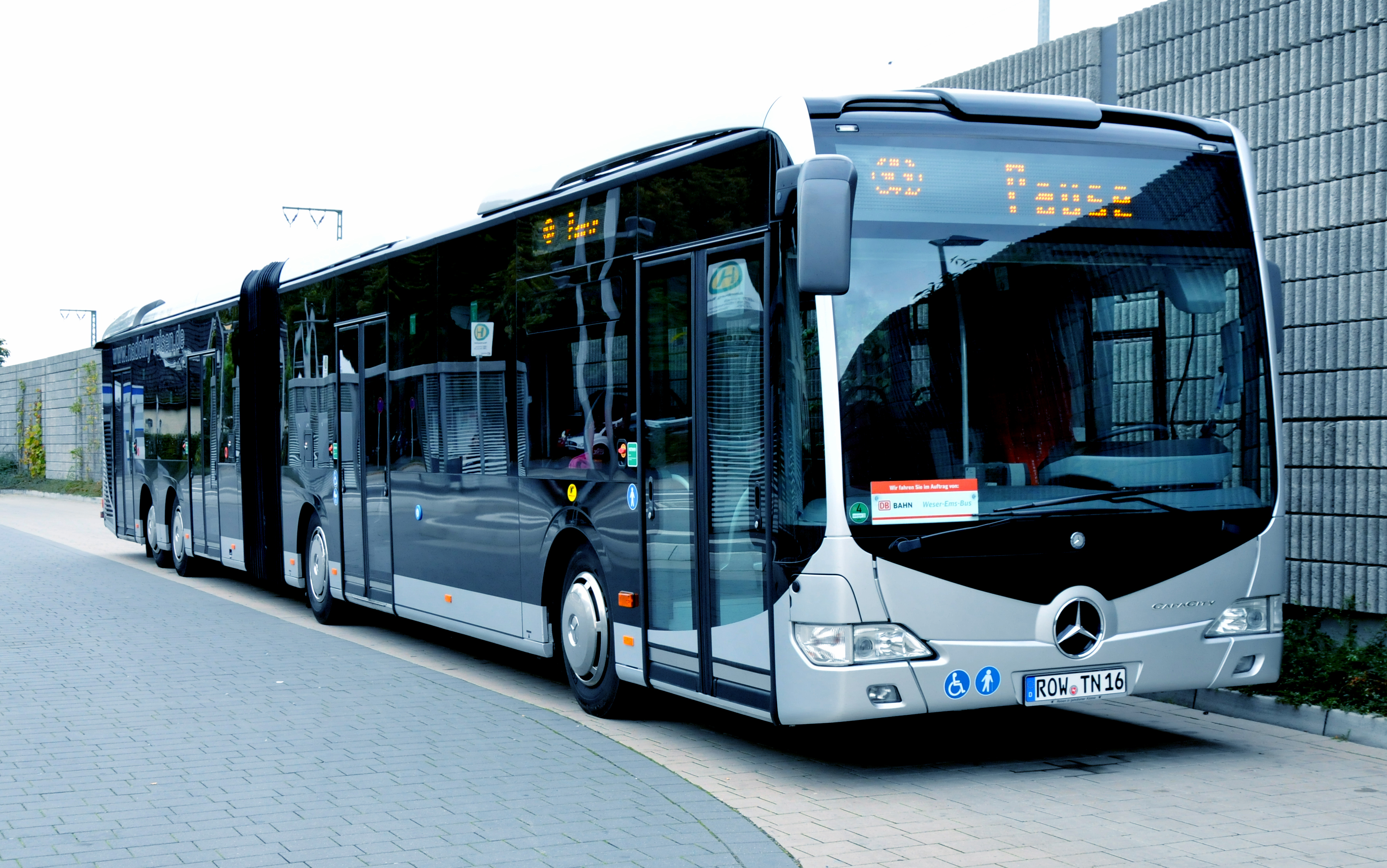
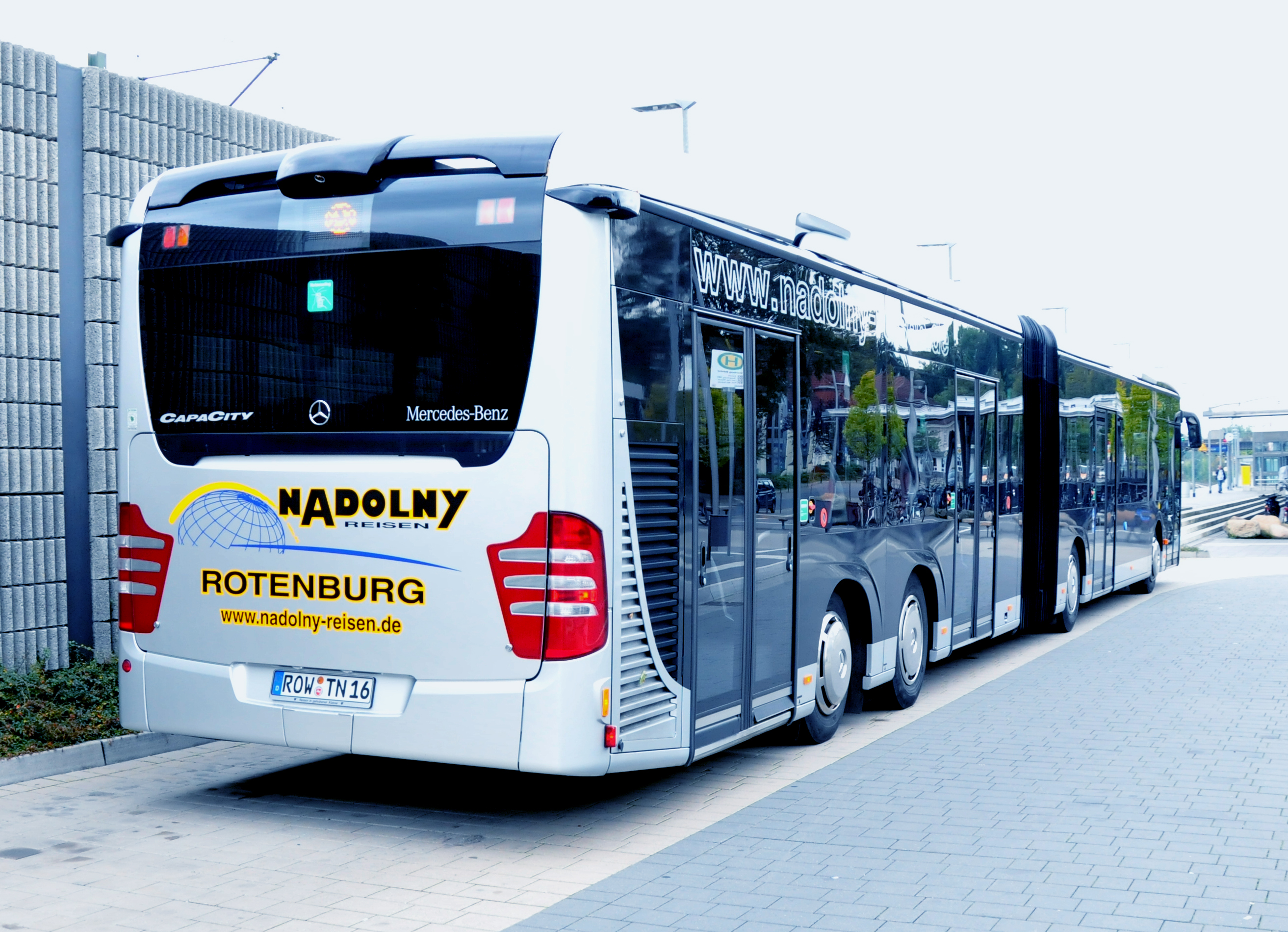

## Générations
Le CapaCity été produit avec 3 générations de moteurs diesel :
- Euro 4 : construits de 2006 à 2009.
- Euro 5 : construits de 2009 à 2014.
- Euro 6 : construits de 2014 à aujourd'hui.

## Les différentes versions
- CapaCity (articulé long) : 19,725 mètres - 4 essieux - 4 portes.
- CapaCity L (articulé long) : 20,995 mètres - 4 essieux - 4 portes[1].

## Caractéristiques

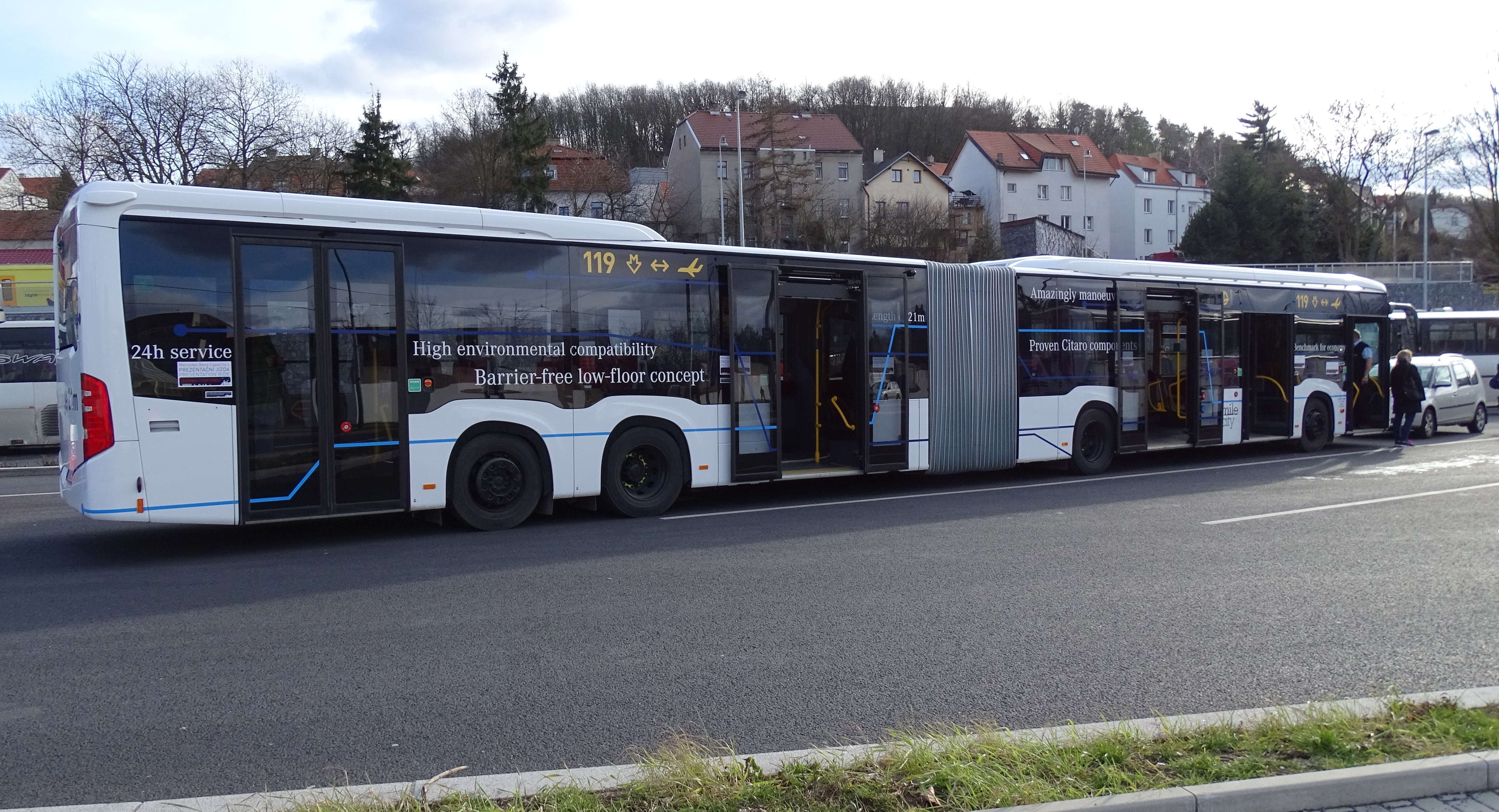

### Dimensions
|                                   | CapaCity       | CapaCity L     |
| --------------------------------- | -------------- | -------------- |
| Longueur                          | 19 725 mm      | 20 995 mm      |
| Largeur (sans rétroviseurs)       | 2 550 mm       | 2 550 mm       |
| Hauteur (sans climatisation)      | 3 095 mm       | 3 095 mm       |
| Empattement                       | 5 990 mm       | 7 260 mm       |
| Porte-à-faux avant/arrière        | 2 805/3 430 mm | 2 805/3 430 mm |
| Rayon de braquage                 | 7 200 mm (max) | 7 200 mm (max) |
| Angle de fuite                    | 7              | 7              |
| P.T.A.C.                          | 32 000 kg      | 32 000 kg      |
| Capacité : assis + debout = maxi* | 181            | 191            |
| Portes                            | 4              | 4              |
| Hauteur du plancher               | 370 mm         | 370 mm         |

* = variable selon l'aménagement intérieur.

### Motorisations

#### Diesel
| Modèle                                               | Construction | Moteur + Nom | Norme Euro | Cylindrée           | Performance                    | Couple                   | Vitesse maxi | Consommation + CO2    |
| Mercedes-Benz CapaCity (ZF Ecolife - VOITH DIWA 6)   | 2007 - 2015  | OM 470       | Euro 6     | 10 700 cm3 (10,7 L) | 290 kW (394 ch) à 1 800 tr/min | 1 900 N m à 1 100 tr/min | ... km/h     | ... l/100 km ... g/km |
| Mercedes-Benz CapaCity L (ZF Ecolife - VOITH DIWA 6) | 2015 - ...   | OM 470       | Euro 6     | 10 700 cm3 (10,7 L) |                                |                          |              |                       |

### Options et accessoires

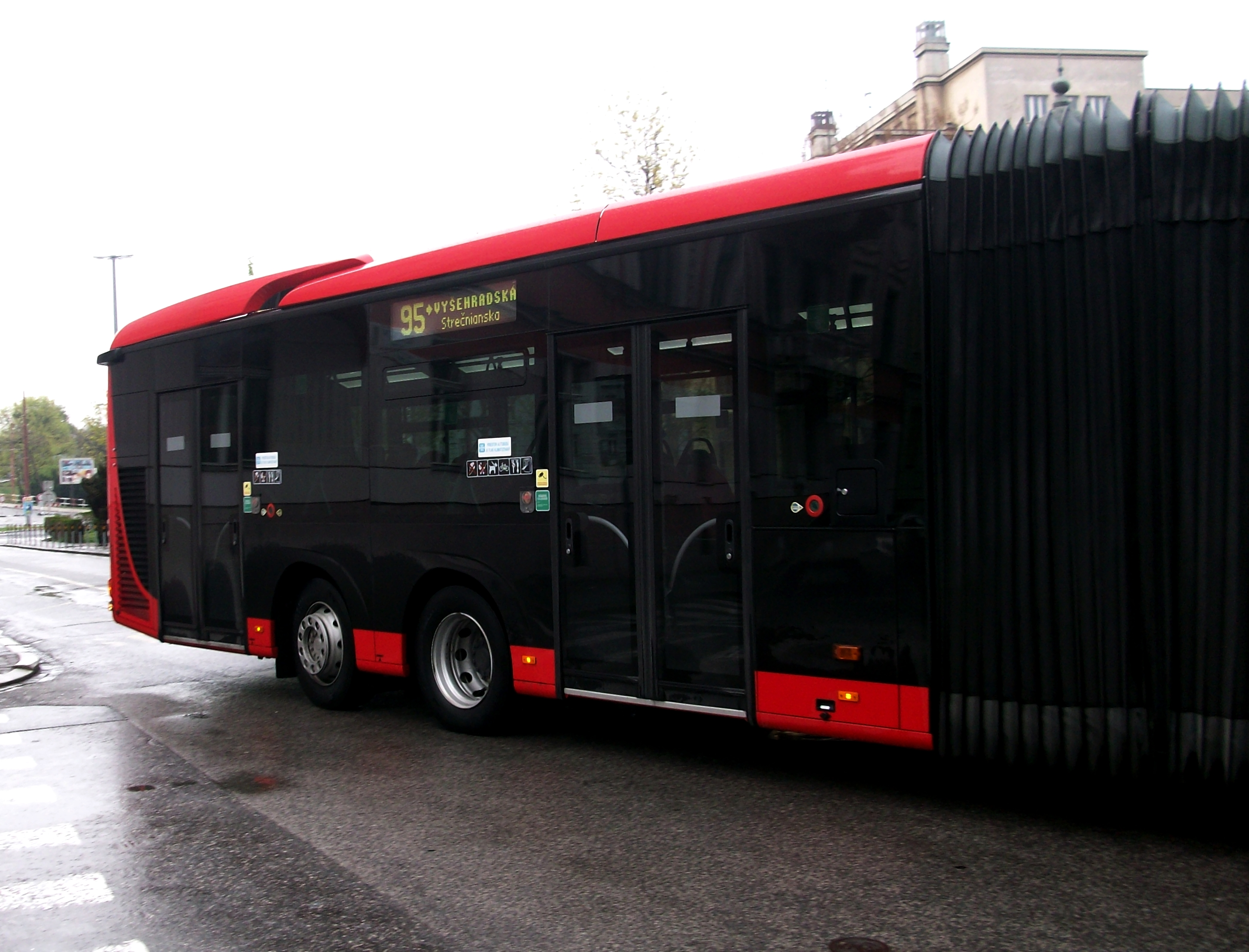

- Direction électrohydraulique (intelligent eco steering)
- Régulation antipatinage (ASR)
- Caméra de recul
- Une palette PMR peut être commandée en option pour la porte 2, suivant le modèle.
- Soufflet translucide.
- Caméras de sécurité.